# Jan Swammerdam

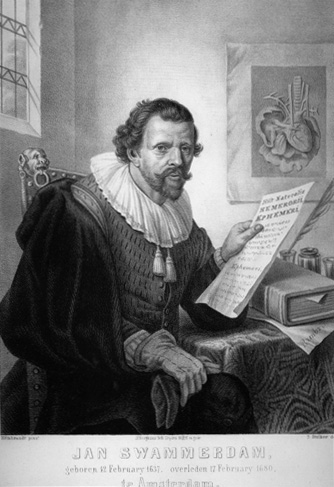
Jan Swammerdam

Jan Swammerdam (1637–1680) – holenderski przyrodnik i lekarz, prekursor badań mikroskopowych. Odkrył między innymi jajniki i erytrocyty. Prowadził badania nad budową anatomiczną i metamorfozą owadów. Był zwolennikiem teorii preformacji. Napisał pracę Miraculum naturae....
Swammerdam urodził się w Amsterdamie. Jego ojciec był aptekarzem. Studiował medycynę na Uniwersytecie w Lejdzie. Po studiach, aby się utrzymać praktykował jako lekarz, jednak jego prawdziwą pasją było prowadzenie badań nad owadami.